# Татаупа блідий
Татаупа блідий (Crypturellus undulatus) — вид птахів родини тинамових (Tinamidae).

## Поширення
Вид поширений в Південній Америці. Мешкає у різноманітних типах лісів на висотах до 900 м над рівнем моря.

## Підвиди
Таксон включає 6 підвидів:
- C. u. undulatus (Temminck, 1815) — на південному сході Перу, у східній та північній Болівії, у районі Пантанал у Бразилії, Парагваї та на півночі Аргентини.
- C. u. manapiare Phelps & Phelps, 1952 — відомий лише з певністю з околиць річки Вентуарі на півночі штату Амазонас у Венесуелі
- C. u. simplex (Salvadori, 1895) — на півдні Гаяни, у Французькій Гвіані та на північному сході Бразилії.
- C. u. adspersus (Temminck, 1815) — в Бразилії на південь від річки Амазонки від річки Тапажос до річки Мадейра.
- C. u. yapura (Spix, 1825) — на південному сході Колумбії, на сході Еквадору, на північному сході та в східно-центральній частині Перу та на заході Бразилії.
- C. u. vermiculatus (Temminck, 1815) — на сході Бразилії.